# Puchar Islandii w piłce nożnej (1966)
Puchar Islandii w piłce nożnej mężczyzn 1966 – 7. edycja rozgrywek mających na celu wyłonienie zdobywcy Pucharu Islandii. Tytułu broniła drużyna Valur. Na każdym etapie pucharu rozgrywany był jeden mecz pomiędzy zespołami. Mecz finałowy odbył się na stadionie Melavöllur w Reykjavíku, gdzie puchar wywalczyła drużyna KR.

## Pierwsza runda
W pierwszej rundzie udział wzięło szesnaście zespołów, w tym sześć zespołów rezerw i cztery zespoły z 2. deild.
| 16 lipca 1966 | Þróttur Reykjavík B | 3:2Raport | Keflavík B | Keflavíkurvöllur, Keflavík |
|               |                     |           |            |                            |

| 17 lipca 1966 | FH | 3:1Raport | Akraness B | Hvaleyrarholtsvöllur, Hafnarfjörður |
|               |    |           |            |                                     |

| 24 lipca 1966 | ÍB Ísafjörður | 3:2Raport | Þór Vestmannaeyjar | Vestmannaeyjavöllur, Vestmannaeyjar |
|               |               |           |                    |                                     |

| 5 sierpnia 1966 | Víkingur Reykjavík | 3:1Raport | Fram B | Melavöllur, Reykjavík |
|                 |                    |           |        |                       |

| 7 sierpnia 1966 | Fram | 5:1Raport | Breiðablik | Melavöllur, Reykjavík |
|                 |      |           |            |                       |

| 11 sierpnia 1966 | Valur B | 3:0Raport | Selfoss | Selfossvöllur, Selfoss |
|                  |         |           |         |                        |

| 14 sierpnia 1966 | Týr | 1:0Raport | Haukar | Hvaleyrarholtsvöllur, Hafnarfjörður |
|                  |     |           |        |                                     |

| 14 sierpnia 1966 | KR B | 3:0Raport | ÍBS | Melavöllur, Reykjavík |
|                  |      |           |     |                       |

## Druga runda
W drugiej rundzie wzięli udział zwycięzcy meczów pierwszej rundy.
| 18 sierpnia 1966 | KR B | 1:0Raport | Víkingur Reykjavík | Melavöllur, Reykjavík |
|                  |      |           |                    |                       |

| 20 sierpnia 1966 | ÍB Ísafjörður | 2:0Raport | Þróttur Reykjavík B | Ísafjarðarvöllur, Ísafjörður |
|                  |               |           |                     |                              |

| 20 sierpnia 1966 | FH | 2:0Raport | Týr | Hvaleyrarholtsvöllur, Hafnarfjörður |
|                  |    |           |     |                                     |

| 12 września 1966 | Fram | 4:2Raport | Valur B | Melavöllur, Reykjavík |
|                  |      |           |         |                       |

## Trzecia runda
W trzeciej rundzie rozegrane zostały dwa mecze pomiędzy zwycięzcami drugiej rundy.
| 3 września 1966 | ÍB Ísafjörður | 2:1Raport | KR B | Melavöllur, Reykjavík |
|                 |               |           |      |                       |

| 15 września 1966 | Fram | 4:2Raport | FH | Melavöllur, Reykjavík |
|                  |      |           |    |                       |

## Ćwierćfinał
W ćwierćfinale do zwycięzców poprzedniej rundy dołączyło sześć zespołów reprezentujących 1. deild islandzką w sezonie 1966 - KR, Þróttur Reykjavík, Valur, ÍBA Akureyri, Keflavík oraz Akraness.
| 18 września 1966 | Þróttur Reykjavík | 4:2Raport | ÍB Ísafjörður | Melavöllur, Reykjavík |
|                  |                   |           |               |                       |

| 1 października 1966 | KR | 10:0Raport | Akraness | Melavöllur, Reykjavík |
|                     |    |            |          |                       |

| 8 października 1966 | Valur | 3:1Raport | ÍBA Akureyri | Melavöllur, Reykjavík |
|                     |       |           |              |                       |

| 9 października 1966 | Keflavík | 1:0Raport | Fram | Melavöllur, Reykjavík |
|                     |          |           |      |                       |

## Półfinał
Do półfinału awansowali zwycięzcy meczów ćwierćfinałowych, wszyscy reprezentujący 1. deild.
| 15 października 1966 | Valur | 5:0Raport | Þróttur Reykjavík | Melavöllur, Reykjavík |
|                      |       |           |                   |                       |

| 16 października 1966 | KR | 3:0Raport | Keflavík | Njarðvíkurvöllur, Njarðvík |
|                      |    |           |          |                            |

## Finał
Mecz finałowy został rozegrany 23 października 1966 roku na stadionie Melavöllur w Reykjavíku. W spotkaniu udział wzięły drużyny KR oraz Valur. Mecz zakończył się zwycięstwem 1:0 pierwszej z tych drużyn. W rezultacie KR otrzymał tytuł zdobywcy Pucharu Islandii i uzyskał kwalifikację do Pucharu Zdobywców Pucharów.
| 23 października 1966 | KR | 1:0Raport | Valur | Melavöllur, Reykjavík |
|                      |    |           |       |                       |